# 有壁車站
有壁車站（日语：／ Arikabe eki */?）是一由東日本旅客鐵道（JR東日本）的所經營鐵路車站，位於日本宮城縣栗原市金成有壁。有壁是JR東北本線沿線一個無人車站，屬JR東日本盛岡支社管轄範圍，並由一之關車站代管。
比較特殊的是，有壁雖然屬於盛岡支社管轄，但實際位置卻在宮城縣境內，而隔鄰的石越與一之關兩站則都位於岩手縣。這主要是因為石越～一之關之間的東北本線實際上是在宮城與岩手兩縣的縣界周圍徘徊，總共跨越縣境交界三次。在日本全國，類似的狀況除了此處之外，就只有橫濱線長津田～相原間路段，與三江線宇都井～香淀間路段存在。
有壁是江戶時代奧州街道沿線的宿場町之一，因此在車站附近，還可以見到舊有壁宿本陣建物。

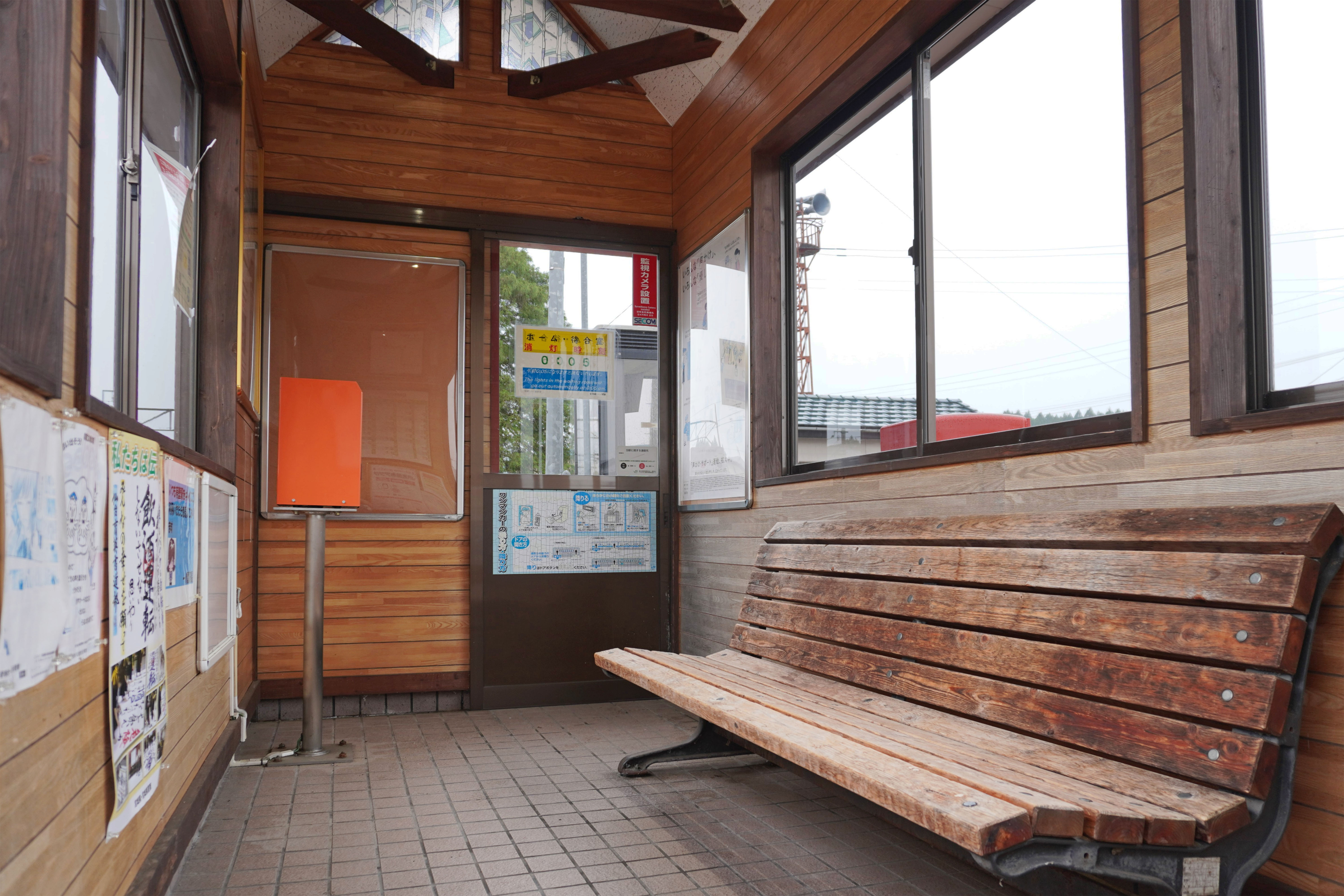
候車室内(2023年5月)

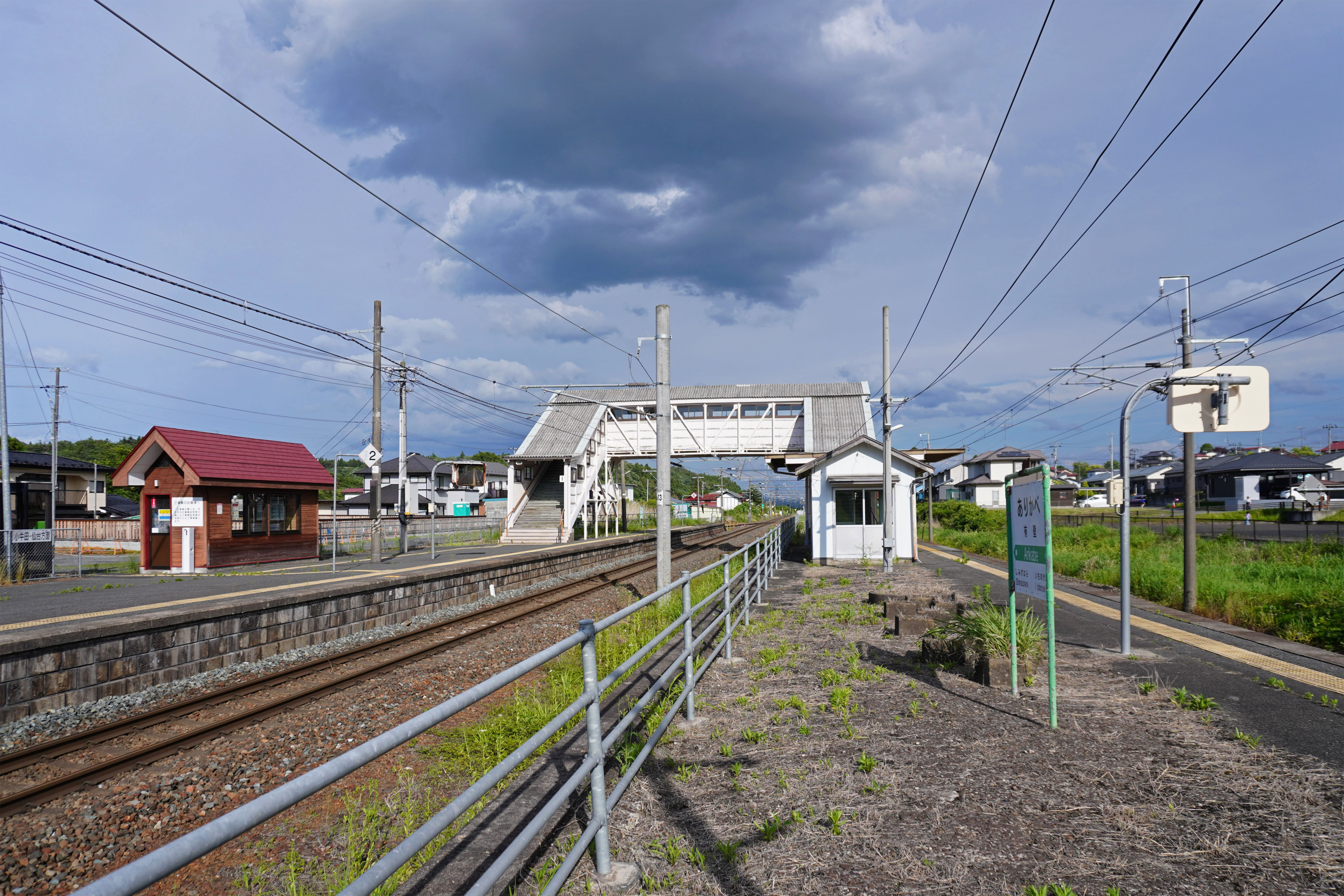
月台(2023年6月)

## 車站結構
側式月台2面2線的地面車站。起初為2面3線，後來撤去中線。各月台以跨線天橋連接。

### 月台配置
| 月台 | 路線      | 方向 | 目的地                 |
| ---- | --------- | ---- | ---------------------- |
| 1    | ■東北本線 | 上行 | 石越、小牛田、仙台方向 |
| 3    | ■東北本線 | 下行 | 一之關方向             |

## 相鄰車站
東日本旅客鐵道
■東北本線
清水原－有壁－一之關

## 外部連結
- （日語）有壁車站（JR東日本） （页面存档备份，存于）